# Frederick Bedford

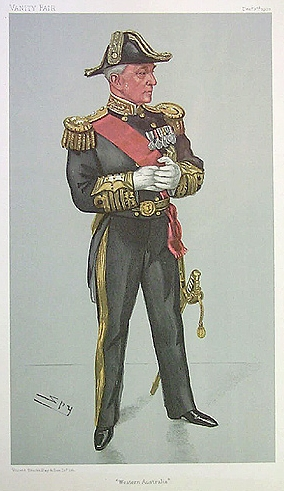
Frederick Bedford (Zeichnung von Leslie Ward in der Wochenzeitschrift Vanity Fair vom 3. Dezember 1903)

Sir Frederick George Denham Bedford KCB (* 1. Januar 1838; † 30. Januar 1913) war ein britischer Admiral der Royal Navy sowie Gouverneur von Western Australia.

## Biografie
Bedford trat 1852 in die Royal Navy ein, wurde 1854 Midshipman und dann 1859 Kapitänleutnant. Nach weiteren Beförderungen zum Fregattenkapitän 1871, zum Kapitän zur See 1875 nahm er später zahlreiche führende Positionen in der Marine ein. 1889 wurde er zunächst Vierter Seelord, ehe er anschließend von 1892 bis 1895 Oberkommandierender der Marinestation am Kap der Guten Hoffnung war. Nach seiner Ablösung durch Harry Rawson, dem späteren Gouverneur von New South Wales, wurde er 1895 als Nachfolger von Lord Walter Kerr Zweiter Seelord und bekleidete damit nach dem Marineminister (First Lord of Admiralty) und dem Ersten Seelord die drittwichtigste Funktion in der Royal Navy.
1899 folgte ihm Lord Walter Kerr wiederum als Zweiter Seelord, während er selbst als Nachfolger von Admiral John Fisher Oberkommandierender der Marinestation für Nordamerika und die Westindischen Inseln in Bermuda wurde.
Zuletzt wurde er am 24. März 1903 Gouverneur von Western Australia. Diese Funktion bekleidete er mehr als sechs Jahre lang bis zum 23. April 1909.